# Jaylen Clark
Jaylen Bryce Clark (ur. 13 października 2001 w Riverside) – amerykański koszykarz, występujący na pozycji rzucającego obrońcy, od 2023 zawodnik Minnesoty Timberwolves oraz zespołu G-League – Iowa Wolves.

## Osiągnięcia
Stan na 21 listopada 2023, na podstawie, o ile nie zaznaczono inaczej.
NCAA
- Uczestnik rozgrywek:
  - NCAA Final Four (2021)
  - Sweet 16 turnieju NCAA (2021–2023)
- Mistrz sezonu regularnego konferencji Pac-12 (2023)
- Obrońca roku:
  - NCAA (Naismith Defensive Player of the Year – 2023)
  - konferencji Pac-12 (2023)
- Zaliczony do:
  - I składu defensywnego Pac-12 (2022, 2023)
  - II składu Pac-12 (2023)
- Lider Pac-12 w:
  - średniej przechwytów (2023 – 2,6)
  - liczbie przechwytów (2023 – 78)